# كيته فون ناجي
كيته فون ناجي (بالمجرية: Nagy Kató)‏ هي مغنية وعارضة وممثلة مجرية، ولدت في 4 أبريل 1904 في صربيا، وتوفيت في 20 ديسمبر 1973 بلوس أنجلوس في الولايات المتحدة.

## وصلات خارجية
- كيته فون ناجي على موقع IMDb (الإنجليزية)
- كيته فون ناجي على موقع مونزينجر (الألمانية)
- كيته فون ناجي على موقع ألو سيني (الفرنسية)
- كيته فون ناجي على موقع ميوزك برينز (الإنجليزية)
- كيته فون ناجي على موقع قاعدة بيانات الأفلام السويدية (السويدية)
- كيته فون ناجي على موقع قاعدة بيانات الفيلم (الإنجليزية)
- كيته فون ناجي على موقع كينوبويسك (الروسية)